# Polícar
Polícar ist eine Gemeinde in der Provinz Granada im Südosten Spaniens mit 266 Einwohnern (Stand: 2024). Die Gemeinde liegt in der Comarca Guadix. 

## Geografie
Die Gemeinde grenzt an Beas de Guadix, Cortes y Graena und Lugros.

## Geschichte
Die Ursprünge dieses Ortes als Bevölkerungszentrum scheinen auf die Zeit des Römischen Reiches zurückzugehen, obwohl er während der islamischen Herrschaft seine größte Entwicklung erreichte und seither seine Struktur mit engen Gassen und einer besonderen Architektur bewahrt hat. Im Nasridenreich war es ein vom Beas de Guadix abhängiges Gehöft, das damals Beas de los Cautivos hieß.
Der Ort wurde 1489 von Ferdinand III. für die Christen zurückerobert und nach dem Aufstand und der anschließenden Vertreibung der Mauren praktisch entvölkert, bis er Jahre später von Siedlern, hauptsächlich aus Kastilien, neu besiedelt wurde. 